# Parasicydium bandama
A Parasicydium bandama a csontos halak (Osteichthyes) főosztályának a sugarasúszójú halak (Actinopterygii) osztályába, ezen belül a sügéralakúak (Perciformes) rendjébe, a gébfélék (Gobiidae) családjába és a Sicydiinae alcsaládjába tartozó faj.
Nemének egyetlen faja.

## Előfordulása
A Parasicydium bandama előfordulási területe Nyugat-Afrika egyes folyóiban van. A fajnevét, azaz a bandama-t az Elefántcsontparton található Bandama folyóról kapta. További állományai élnek a kameruni Lokunje folyóban és a Kongói Köztársaság-i Kouilou vízgyűjtőjében.

## Megjelenése
Ez a halfaj legfeljebb 5,4 centiméter hosszú.

## Életmódja
Trópusi halfaj, amely az édesvízben él. Élőhelyén főleg a medrek fenekén tartózkodik.